# Marvin Pieringer
Marvin Pieringer (sinh ngày 4 tháng 10 năm 1999) là một cầu thủ bóng đá người Đức thi đấu ở vị trí tiền đạo cho câu lạc bộ SC Paderborn tại 2. Bundesliga theo dạng cho mượn từ Schalke 04.

## Danh hiệu
Schalke 04
- 2. Bundesliga: 2021–22